# Vòng loại Giải vô địch bóng đá châu Âu 2008 (Bảng F)
Dưới đây là kết quả các trận đấu trong khuôn khổ bảng F - vòng loại Giải vô địch bóng đá châu Âu 2008. 8 đội bóng châu Âu thi đấu trong hai năm 2006 và 2007, theo thể thức lượt đi-lượt về, vòng tròn tính điểm, lấy hai đội đầu bảng tham gia vòng chung kết Giải vô địch bóng đá châu Âu 2008. Kết thúc vòng loại, hai đội Tây Ban Nha và Thụy Điển giành quyền tới Áo và Thụy Sĩ.
|  | Đội giành quyền vào vòng chung kết. |

| Đội tuyển     | Điểm | Số trận | Thắng | Hòa | Thua | Bàn thắng | Bàn thua | Hiệu số |
| ------------- | ---- | ------- | ----- | --- | ---- | --------- | -------- | ------- |
| Tây Ban Nha   | 28   | 12      | 9     | 1   | 2    | 23        | 8        | +15     |
| Thụy Điển     | 26   | 12      | 8     | 2   | 2    | 23        | 9        | +14     |
| Bắc Ireland   | 20   | 12      | 6     | 2   | 4    | 17        | 14       | +3      |
| Đan Mạch      | 20   | 12      | 6     | 2   | 4    | 21        | 11       | +10     |
| Latvia        | 12   | 12      | 4     | 0   | 8    | 15        | 17       | -2      |
| Iceland       | 8    | 12      | 2     | 2   | 8    | 10        | 27       | -17     |
| Liechtenstein | 7    | 12      | 2     | 1   | 9    | 9         | 32       | -23     |

|               | Đan Mạch                                                 | Iceland                                                  | Latvia                                                   | Liechtenstein                                            | Bắc Ireland                                              | Tây Ban Nha                                              | Thụy Điển                                                 |
| ------------- | -------------------------------------------------------- | -------------------------------------------------------- | -------------------------------------------------------- | -------------------------------------------------------- | -------------------------------------------------------- | -------------------------------------------------------- | --------------------------------------------------------- |
| Đan Mạch      | —                                                        | 3–0 Lưu trữ ngày 16 tháng 6 năm 2008 tại Wayback Machine | 3–1 Lưu trữ ngày 16 tháng 6 năm 2008 tại Wayback Machine | 4–0 Lưu trữ ngày 16 tháng 6 năm 2008 tại Wayback Machine | 0–0 Lưu trữ ngày 16 tháng 6 năm 2008 tại Wayback Machine | 1–3 Lưu trữ ngày 16 tháng 6 năm 2008 tại Wayback Machine | 0–3 Lưu trữ ngày 16 tháng 6 năm 2008 tại Wayback Machine* |
| Iceland       | 0–2 Lưu trữ ngày 16 tháng 6 năm 2008 tại Wayback Machine | —                                                        | 2–4 Lưu trữ ngày 16 tháng 6 năm 2008 tại Wayback Machine | 1–1 Lưu trữ ngày 16 tháng 6 năm 2008 tại Wayback Machine | 2–1 Lưu trữ ngày 16 tháng 6 năm 2008 tại Wayback Machine | 1–1 Lưu trữ ngày 16 tháng 6 năm 2008 tại Wayback Machine | 1–2 Lưu trữ ngày 16 tháng 6 năm 2008 tại Wayback Machine  |
| Latvia        | 0–2 Lưu trữ ngày 16 tháng 6 năm 2008 tại Wayback Machine | 4–0 Lưu trữ ngày 16 tháng 6 năm 2008 tại Wayback Machine | —                                                        | 4–1 Lưu trữ ngày 16 tháng 6 năm 2008 tại Wayback Machine | 1–0 Lưu trữ ngày 16 tháng 6 năm 2008 tại Wayback Machine | 0–2 Lưu trữ ngày 16 tháng 6 năm 2008 tại Wayback Machine | 0–1 Lưu trữ ngày 16 tháng 6 năm 2008 tại Wayback Machine  |
| Liechtenstein | 0–4 Lưu trữ ngày 16 tháng 6 năm 2008 tại Wayback Machine | 3–0 Lưu trữ ngày 16 tháng 6 năm 2008 tại Wayback Machine | 1–0 Lưu trữ ngày 16 tháng 6 năm 2008 tại Wayback Machine | —                                                        | 1–4 Lưu trữ ngày 16 tháng 6 năm 2008 tại Wayback Machine | 0–2 Lưu trữ ngày 16 tháng 6 năm 2008 tại Wayback Machine | 0–3 Lưu trữ ngày 16 tháng 6 năm 2008 tại Wayback Machine  |
| Bắc Ireland   | 2–1 Lưu trữ ngày 16 tháng 6 năm 2008 tại Wayback Machine | 0–3 Lưu trữ ngày 16 tháng 6 năm 2008 tại Wayback Machine | 1–0 Lưu trữ ngày 16 tháng 6 năm 2008 tại Wayback Machine | 3–1 Lưu trữ ngày 16 tháng 6 năm 2008 tại Wayback Machine | —                                                        | 3–2 Lưu trữ ngày 16 tháng 6 năm 2008 tại Wayback Machine | 2–1 Lưu trữ ngày 16 tháng 6 năm 2008 tại Wayback Machine  |
| Tây Ban Nha   | 2–1 Lưu trữ ngày 16 tháng 6 năm 2008 tại Wayback Machine | 1–0 Lưu trữ ngày 16 tháng 6 năm 2008 tại Wayback Machine | 2–0 Lưu trữ ngày 16 tháng 6 năm 2008 tại Wayback Machine | 4–0 Lưu trữ ngày 2 tháng 6 năm 2008 tại Wayback Machine  | 1–0 Lưu trữ ngày 16 tháng 6 năm 2008 tại Wayback Machine | —                                                        | 3–0 Lưu trữ ngày 16 tháng 6 năm 2008 tại Wayback Machine  |
| Thụy Điển     | 0–0 Lưu trữ ngày 16 tháng 6 năm 2008 tại Wayback Machine | 5–0 Lưu trữ ngày 16 tháng 6 năm 2008 tại Wayback Machine | 2–1 Lưu trữ ngày 16 tháng 6 năm 2008 tại Wayback Machine | 3–1 Lưu trữ ngày 16 tháng 6 năm 2008 tại Wayback Machine | 1–1 Lưu trữ ngày 16 tháng 6 năm 2008 tại Wayback Machine | 2–0 Lưu trữ ngày 16 tháng 6 năm 2008 tại Wayback Machine | —                                                         |

(*) Trận đấu bị gián đoạn giữa Đan Mạch và Thụy Điển là một chiến thắng 3-0 nghiêng về Thụy Điển, sau cuộc điều tra của UEFA vào ngày 8 tháng 6 năm 2007.
Ghi chú về thứ tự bảng xếp hạng
- Thự tự giữa Bắc Ireland và Đan Mạch được tính dựa vào kết quả đối đầu trực tiếp giữa hai đội
  - Bắc Ireland - 4 điểm (thắng 2-1 trên sân nhà, hòa 0-0 trên sân khách)
  - Đan Mạch - 1 điểm (hòa 0-0 trên sân nhà, thu 1-2 trên sân khách)

Ghi chú về hai đội giành quyền vào vòng chung kết:
- Tây Ban Nha giành vé tới Áo và Thụy Sĩ sau trận thắng Thụy Điển 3-0 vào ngày 17 tháng 11 năm 2007, trở thành đội thứ 10 vượt qua vòng loại.
- Thụy Điển Lan giành vé tới Áo và Thụy Sĩ sau trận thắng Latvia 2-1 vào ngày 13 tháng 11 năm 2007, trở thành đội thứ 11 vượt qua vòng loại.

## Kết quả
Lễ bốc thăm chia cặp bảng F được tiến hành tại một cuộc họp báo ở Copenhagen, Đan Mạch.
| Bắc Ireland | 0-3      | Iceland                                            |
| ----------- | -------- | -------------------------------------------------- |
|             | Chi tiết | Þorvaldsson 13' · Hreiðarsson 20' · Guðjohnsen 37' |

| Latvia | 0-1      | Thụy Điển     |
| ------ | -------- | ------------- |
|        | Chi tiết | Källström 38' |

| Tây Ban Nha                                   | 4-0      | Liechtenstein |
| --------------------------------------------- | -------- | ------------- |
| Torres 20' · Villa 45', 62' · Luis García 66' | Chi tiết |               |

| Thụy Điển                       | 3-1      | Liechtenstein |
| ------------------------------- | -------- | ------------- |
| Allbäck 2', 69' · Rosenberg 89' | Chi tiết | M. Frick 27'  |

| Iceland | 0-2      | Đan Mạch                    |
| ------- | -------- | --------------------------- |
|         | Chi tiết | Rommedahl 5' · Tomasson 33' |

| Bắc Ireland         | 3-2      | Tây Ban Nha          |
| ------------------- | -------- | -------------------- |
| Healy 20', 65', 80' | Chi tiết | Xavi 14' · Villa 52' |

| Đan Mạch | 0-0      | Bắc Ireland |
| -------- | -------- | ----------- |
|          | Chi tiết |             |

| Latvia                                               | 4-0      | Iceland |
| ---------------------------------------------------- | -------- | ------- |
| Karlsons 14' · Verpakovskis 15', 25' · Višņakovs 52' | Chi tiết |         |

| Thụy Điển                  | 2-0    | Tây Ban Nha |
| -------------------------- | ------ | ----------- |
| Elmander 10' · Allbäck 82' | Report |             |

| Iceland      | 1-2      | Thụy Điển                      |
| ------------ | -------- | ------------------------------ |
| Viðarsson 6' | Chi tiết | Källström 8' · Wilhelmsson 59' |

| Liechtenstein | 0-4      | Đan Mạch                                          |
| ------------- | -------- | ------------------------------------------------- |
|               | Chi tiết | D. Jensen 29' · Gravgaard 32' · Tomasson 51', 64' |

| Bắc Ireland | 1-0      | Latvia |
| ----------- | -------- | ------ |
| Healy 35'   | Chi tiết |        |

| Liechtenstein   | 1-4      | Bắc Ireland                        |
| --------------- | -------- | ---------------------------------- |
| Burgmeier 90+1' | Chi tiết | Healy 52', 75', 83' · McCann 90+2' |

| Tây Ban Nha                 | 2-1      | Đan Mạch      |
| --------------------------- | -------- | ------------- |
| Morientes 34' · Villa 45+1' | Chi tiết | Gravgaard 49' |

| Liechtenstein | 1-0      | Latvia |
| ------------- | -------- | ------ |
| M. Frick 17'  | Chi tiết |        |

| Bắc Ireland    | 2-1      | Thụy Điển    |
| -------------- | -------- | ------------ |
| Healy 31', 58' | Chi tiết | Elmander 26' |

| Tây Ban Nha | 1-0      | Iceland |
| ----------- | -------- | ------- |
| Iniesta 80' | Chi tiết |         |

| Iceland           | 1-1      | Liechtenstein |
| ----------------- | -------- | ------------- |
| B. Gunnarsson 27' | Chi tiết | Rohrer 69'    |

| Đan Mạch                                 | 0-3      | Thụy Điển                      |
| ---------------------------------------- | -------- | ------------------------------ |
| Agger 34' · Tomasson 62' · Andreasen 75' | Chi tiết | Elmander 7', 26' · Hansson 23' |

| Latvia | 0-2      | Tây Ban Nha          |
| ------ | -------- | -------------------- |
|        | Chi tiết | Villa 45' · Xavi 60' |

| Thụy Điển                                                         | 5-0    | Iceland |
| ----------------------------------------------------------------- | ------ | ------- |
| Allbäck 11', 51' · A. Svensson 42' · Mellberg 45' · Rosenberg 50' | Report |         |

| Liechtenstein | 0-2      | Tây Ban Nha   |
| ------------- | -------- | ------------- |
|               | Chi tiết | Villa 8', 14' |

| Latvia | 0-2      | Đan Mạch           |
| ------ | -------- | ------------------ |
|        | Chi tiết | Rommedahl 15', 17' |

| Bắc Ireland                  | 3-1      | Liechtenstein |
| ---------------------------- | -------- | ------------- |
| Healy 5', 35' · Lafferty 56' | Chi tiết | M. Frick 89'  |

| Latvia           | 1-0      | Bắc Ireland |
| ---------------- | -------- | ----------- |
| Baird 56' (l.n.) | Chi tiết |             |

| Thụy Điển | 0-0      | Đan Mạch |
| --------- | -------- | -------- |
|           | Chi tiết |          |

| Iceland          | 1-1      | Tây Ban Nha |
| ---------------- | -------- | ----------- |
| Hallfreðsson 40' | Chi tiết | Iniesta 86' |

| Đan Mạch                                           | 4-0      | Liechtenstein |
| -------------------------------------------------- | -------- | ------------- |
| Nordstrand 3', 36' · M. Laursen 12' · Tomasson 18' | Chi tiết |               |

| Iceland                               | 2-1      | Bắc Ireland       |
| ------------------------------------- | -------- | ----------------- |
| Björnsson 6' · Gillespie 90+1' (l.n.) | Chi tiết | Healy 72' (ph.đ.) |

| Tây Ban Nha           | 2-0      | Latvia |
| --------------------- | -------- | ------ |
| Xavi 13' · Torres 86' | Chi tiết |        |

| Iceland            | 2-4      | Latvia                                          |
| ------------------ | -------- | ----------------------------------------------- |
| Guðjohnsen 4', 52' | Chi tiết | Kļava 27' · Laizāns 31' · Verpakovskis 37', 46' |

| Liechtenstein | 0-3      | Thụy Điển                                         |
| ------------- | -------- | ------------------------------------------------- |
|               | Chi tiết | Ljungberg 19' · Wilhelmsson 29' · A. Svensson 56' |

| Đan Mạch     | 1-3      | Tây Ban Nha                        |
| ------------ | -------- | ---------------------------------- |
| Tomasson 87' | Chi tiết | Tamudo 14' · Ramos 40' · Riera 89' |

| Đan Mạch                                             | 3-1      | Latvia     |
| ---------------------------------------------------- | -------- | ---------- |
| Tomasson 7' (ph.đ.) · U. Laursen 27' · Rommedahl 90' | Chi tiết | Gorkšs 80' |

| Liechtenstein             | 3-0      | Iceland |
| ------------------------- | -------- | ------- |
| Frick 28' · Beck 80', 82' | Chi tiết |         |

| Thụy Điển    | 1-1      | Bắc Ireland  |
| ------------ | -------- | ------------ |
| Mellberg 15' | Chi tiết | Lafferty 72' |

| Latvia                                                        | 4-1      | Liechtenstein     |
| ------------------------------------------------------------- | -------- | ----------------- |
| Karlsons 14' · Verpakovskis 30' · Laizāns 63' · Višņakovs 87' | Chi tiết | Zirnis 13' (l.n.) |

| Bắc Ireland            | 2-1      | Đan Mạch     |
| ---------------------- | -------- | ------------ |
| Feeney 62' · Healy 80' | Chi tiết | Bendtner 51' |

| Tây Ban Nha                             | 3-0      | Thụy Điển |
| --------------------------------------- | -------- | --------- |
| Capdevila 14' · Iniesta 39' · Ramos 65' | Chi tiết |           |

| Đan Mạch                                     | 3-0      | Iceland |
| -------------------------------------------- | -------- | ------- |
| Bendtner 34' · Tomasson 44' · Kahlenberg 59' | Chi tiết |         |

| Tây Ban Nha | 1-0      | Bắc Ireland |
| ----------- | -------- | ----------- |
| Xavi 52'    | Chi tiết |             |

| Thụy Điển                  | 2-1      | Latvia      |
| -------------------------- | -------- | ----------- |
| Allbäck 1' · Källström 57' | Chi tiết | Laizāns 26' |

## Danh sách cầu thủ ghi bàn
| #  | Cầu thủ            | Quốc gia      | Bàn thắng |
| -- | ------------------ | ------------- | --------- |
| 1  | David Healy        | Bắc Ireland   | 13        |
| 2  | Jon Dahl Tomasson* | Đan Mạch      | 7         |
| 2  | David Villa        | Tây Ban Nha   | 7         |
| 4  | Marcus Allbäck     | Thụy Điển     | 6         |
| 5  | Māris Verpakovskis | Latvia        | 5         |
| 6  | Mario Frick        | Liechtenstein | 4         |
| 6  | Dennis Rommedahl   | Đan Mạch      | 4         |
| 6  | Xavi               | Tây Ban Nha   | 4         |
| 10 | Johan Elmander*    | Thụy Điển     | 3         |
| 10 | Eiður Guðjohnsen   | Iceland       | 3         |
| 10 | Andrés Iniesta     | Tây Ban Nha   | 3         |
| 10 | Kim Källström      | Thụy Điển     | 3         |
| 10 | Juris Laizāns      | Latvia        | 3         |

2 bàn
- Đan Mạch: Nicklas Bendtner, Michael Gravgaard, Morten Nordstrand
- Latvia: Ģirts Karlsons, Aleksejs Višņakovs
- Liechtenstein: Thomas Beck
- Bắc Ireland: Kyle Lafferty
- Tây Ban Nha: Sergio Ramos, Fernando Torres
- Thụy Điển: Olof Mellberg, Markus Rosenberg, Anders Svensson, Christian Wilhelmsson

1 bàn
- Đan Mạch: Daniel Jensen, Thomas Kahlenberg, Martin Laursen, Ulrik Laursen
- Iceland: Ármann Smári Björnsson, Brynjar Gunnarsson, Emil Hallfreðsson, Hermann Hreiðarsson, Gunnar Heiðar Þorvaldsson, Arnar Viðarsson
- Latvia: Kaspars Gorkšs, Oskars Kļava
- Liechtenstein: Franz Burgmeier, Raphael Rohrer
- Bắc Ireland: Warren Feeney, Grant McCann
- Tây Ban Nha: Joan Capdevila, Luis García, Fernando Morientes, Albert Riera, Raúl Tamudo
- Thụy Điển: Fredrik Ljungberg

phản lưới nhà
- Latvia: Dzintars Zirnis (trận gặp Liechtenstein)
- Bắc Ireland: Chris Baird (trận gặp Latvia}}), Keith Gillespie (trận gặp Iceland)

(*) Bàn thắng ghi được trong trận đấu giữa Đan Mạch và Thụy Điển không bao gồm trong tổng số ghi bàn như trận đấu đã bị hủy bỏ ở phút 89 và bãi bỏ đến thời điểm đó.